# Alvare II du Kongo
Alvare II ou en kikongo Nimi a Nkanga et en portugais D. Álvaro II (mort le 9 août 1614), fut un roi du royaume du Kongo de mars 1587 à août 1614.

## Famille et succession
Alvare II est le fils aîné et successeur de Alvare Ier. Il monte sur le trône à la mort de son père qui l'a désigné comme son successeur. Il doit faire face aux prétentions d'un demi frère qui proclame que contrairement à lui il est un fils légitime du roi. Lorsqu'un prêtre jésuite lui rend visite en juillet 1587, il le trouve effrayé au point de ne plus quitter son palais car son rival qui exerce des fonctions de gouverneur de province, bénéficie du soutien d'une demi-sœur du nouveaux roi. Mais lorsque le 1 août les forces de son rival attaquent la capitale il les défait et bien que blessé il assure son pouvoir

## Règne
Au cours de la décennie 1590, Alvaro II poursuit les démarches de son père pour que son royaume soit définitivement reconnu comme un membre de la communauté chrétienne et attribue à sa noblesse des titres de noblesses européens. En 1591, il donne au Mwene Soyo Miguel le titre de Comte qui sera héréditaire chez ses successeurs et les incitera jouer un rôle important dans les élections royales bien qu'étant eux-mêmes inéligibles.
Lors de la mort de Miguel en 1610 le roi manœuvre pour que son fils Daniel da Silva qu'il «considère comme trop puissant » et proche des hollandais ne recueille pas sa succession et Daniel se refugie chez le duc de Mbamba Antonio da Silva apparenté à la famille de Soyo, pendant que le roi nomme un certain Fernando comte de Soyo. de plus afin de se rapprocher du duc Antonio il fait épouser une fille de ce dernier à son fils Alvaro Nimi a Mpanzu
Pendant son règne, Alvare II désire également s'affranchir de la tutelle religieuse du Portugal : entre 1604 et 1608, il envoie au Vatican, pour y rencontrer le pape Paul V, l'ambassadeur Antoine Emmanuel Nsaku ne Vunda ; celui-ci meurt le lendemain de l'accomplissement de sa mission et est inhumé dans la basilique Sainte-Marie-Majeure. Le roi est fait Chevalier de l'Ordre portugais du Christ le 10 mars 1609.
Alvare II meurt le 9 août 1614 privé depuis 1610 d'héritier légitime il nomme le duc de Mbamba Antonio da Silva comme exécuteur testamentaire qui désigne comme successeur le frère du défunt roi  Bernard II du Kongo.

## Postérité
Le roi Alvare II épouse une certaine Escolastica   et est le père d'un prince anonyme héritier présomptif pré décédé en 1610, de Dona Suzana de Nóbrega et d'Alvare III né d'une relation illégitime.